# Nandome no aozora ka?
„Nandome no aozora ka?” (jap. 何度目の青空か?) – dziesiąty singel japońskiego zespołu Nogizaka46, wydany w Japonii 8 października 2014 roku przez N46Div..
Singel został wydany w czterech edycjach: regularnej (CD) i trzech CD+DVD (Type-A, Type-B, Type-C). Osiągnął 1 pozycję w rankingu Oricon i pozostał na liście przez 31 tygodni, sprzedał się w nakładzie 619 803 egzemplarzy i zdobył status potrójnej platynowej płyty oraz złoty za sprzedaż cyfrową tytułowej piosenki.

## Lista utworów
Wszystkie utwory zostały napisane przez Yasushiego Akimoto.

### Type-A
| CD | CD                                                                     | CD               | CD                   | CD      |
| Nr | Tytuł utworu                                                           | Kompozycja       | Aranżacja            | Długość |
| -- | ---------------------------------------------------------------------- | ---------------- | -------------------- | ------- |
| 1. | „Nandome no aozora ka?” (jap. 何度目の青空か?)                         | Masahiro Kawaura | Hajime Hyakkoku      | 4:49    |
| 2. | „Tōmawari no aijō” (jap. 遠回りの愛情)                                 | Akiko Noda       | Yūichi "Masa" Nonaka | 4:16    |
| 3. | „Korogatta kane o narase!” (jap. 転がった鐘を鳴らせ!)                  | Eiji Nakayama    | Yōichi Tanoue        | 4:15    |
| 4. | „Nandome no aozora ka?” (jap. 何度目の青空か?) (off vocal ver.)        | Masahiro Kawaura | Hajime Hyakkoku      | 4:49    |
| 5. | „Tōmawari no aijō” (jap. 遠回りの愛情) (off vocal ver.)                | Akiko Noda       | Yūichi "Masa" Nonaka | 4:16    |
| 6. | „Korogatta kane o narase!” (jap. 転がった鐘を鳴らせ) (off vocal ver.!) | Eiji Nakayama    | Yōichi Tanoue        | 4:15    |

| DVD | DVD                                                                | DVD     |
| Nr  | Tytuł utworu                                                       | Długość |
| --- | ------------------------------------------------------------------ | ------- |
| 1.  | „Nandome no aozora ka?” (jap. 何度目の青空か?) (Music Video)       | 5:54    |
| 2.  | „Korogatta kane o narase!” (jap. 転がった鐘を鳴らせ) (Music Video) | 5:26    |
| 3.  | „Akimoto Manatsu” (jap. 秋元真夏)                                  |         |
| 4.  | „Ikuta Erika” (jap. 生田絵梨花)                                    | 5:02    |
| 5.  | „Saitō Chiharu” (jap. 斎藤ちはる)                                  |         |
| 6.  | „Shinuchi Mai” (jap. 新内眞衣)                                     |         |
| 7.  | „Nakamoto Himeka” (jap. 中元日芽香)                                |         |
| 8.  | „Nagashima Seira” (jap. 永島聖羅)                                  |         |
| 9.  | „Nōjo Ami” (jap. 能條愛未)                                         | 5:29    |
| 10. | „Hashimoto Nanami” (jap. 橋本奈々未)                               |         |
| 11. | „Higuchi Hina” (jap. 樋口日奈)                                     |         |
| 12. | „Hoshino Minami” (jap. 星野みなみ)                                 |         |
| 13. | „Matsui Rena” (jap. 松井玲奈)                                      | 5:04    |
| 14. | „Kenkyūsei part 1” (jap. 研究生 part 1)                            |         |

### Type-B
| CD | CD                                                              | CD                 | CD                   | CD      |
| Nr | Tytuł utworu                                                    | Kompozycja         | Aranżacja            | Długość |
| -- | --------------------------------------------------------------- | ------------------ | -------------------- | ------- |
| 1. | „Nandome no aozora ka?” (jap. 何度目の青空か?)                  | Masahiro Kawaura   | Hajime Hyakkoku      | 4:49    |
| 2. | „Tōmawari no aijō” (jap. 遠回りの愛情)                          | Akiko Noda         | Yūichi "Masa" Nonaka | 4:16    |
| 3. | „Watashi, okiru.” (jap. 私、起きる。)                           | Akira Sunset, ZERO | Akira Sunset, ZERO   | 3:52    |
| 4. | „Nandome no aozora ka?” (jap. 何度目の青空か?) (off vocal ver.) | Masahiro Kawaura   | Hajime Hyakkoku      | 4:49    |
| 5. | „Tōmawari no aijō” (jap. 遠回りの愛情) (off vocal ver.)         | Akiko Noda         | Yūichi "Masa" Nonaka | 4:16    |
| 6. | „Watashi, okiru.” (jap. 私、起きる。) (off vocal ver.)          | Akira Sunset, ZERO | Akira Sunset, ZERO   | 3:52    |

| DVD | DVD                                                          | DVD     |
| Nr  | Tytuł utworu                                                 | Długość |
| --- | ------------------------------------------------------------ | ------- |
| 1.  | „Nandome no aozora ka?” (jap. 何度目の青空か?) (Music Video) | 5:54    |
| 2.  | „Watashi, okiru.” (jap. 私、起きる。) (Music Video)          | 9:31    |
| 3.  | „Itō Karin” (jap. 伊藤かりん)                                |         |
| 4.  | „Itō Marika” (jap. 伊藤万理華)                               |         |
| 5.  | „Kawago Hina” (jap. 川後陽菜)                                |         |
| 6.  | „Kawamura Mahiro” (jap. 川村真洋)                            |         |
| 7.  | „Kitano Hinako” (jap. 北野日奈子)                            |         |
| 8.  | „Saitō Asuka” (jap. 齋藤飛鳥)                                | 4:01    |
| 9.  | „Sakurai Reika” (jap. 桜井玲香)                              | 3:43    |
| 10. | „Shiraishi Mai” (jap. 白石麻衣)                              | 3:06    |
| 11. | „Matsumura Sayuri” (jap. 松村沙友理)                         | 4:16    |
| 12. | „Wakatsuki Yumi” (jap. 若月佑美)                             |         |
| 13. | „Wada Maaya” (jap. 和田まあや)                               |         |
| 14. | „Kenkyūsei part 2” (jap. 研究生 part 2)                      |         |

### Type-C
| CD | CD                                                                                         | CD               | CD                   | CD      |
| Nr | Tytuł utworu                                                                               | Kompozycja       | Aranżacja            | Długość |
| -- | ------------------------------------------------------------------------------------------ | ---------------- | -------------------- | ------- |
| 1. | „Nandome no aozora ka?” (jap. 何度目の青空か?)                                             | Masahiro Kawaura | Hajime Hyakkoku      | 4:49    |
| 2. | „Tōmawari no aijō” (jap. 遠回りの愛情)                                                     | Akiko Noda       | Yūichi "Masa" Nonaka | 4:16    |
| 3. | „Ano hi boku wa tossa ni uso o tsuita” (jap. あの日 僕は咄嗟に嘘をついた)                  | Tomoya Miwa      | Seiichi Kyōda        | 4:13    |
| 4. | „Nandome no aozora ka?” (jap. 何度目の青空か?) (off vocal ver.)                            | Masahiro Kawaura | Hajime Hyakkoku      | 4:49    |
| 5. | „Tōmawari no aijō” (jap. 遠回りの愛情) (off vocal ver.)                                    | Akiko Noda       | Yūichi "Masa" Nonaka | 4:16    |
| 6. | „Ano hi boku wa tossa ni uso o tsuita” (jap. あの日 僕は咄嗟に嘘をついた) (off vocal ver.) | Tomoya Miwa      | Seiichi Kyōda        | 4:13    |

| DVD | DVD                                                                                     | DVD     |
| Nr  | Tytuł utworu                                                                            | Długość |
| --- | --------------------------------------------------------------------------------------- | ------- |
| 1.  | „Nandome no aozora ka?” (jap. 何度目の青空か?) (Music Video)                            | 5:54    |
| 2.  | „Ano hi boku wa tossa ni uso o tsuita” (jap. あの日 僕は咄嗟に嘘をついた) (Music Video) | 9:56    |
| 3.  | „Ikoma Rina” (jap. 生駒里奈)                                                            |         |
| 4.  | „Inoue Sayuri” (jap. 井上小百合)                                                        |         |
| 5.  | „Etō Misa” (jap. 衛藤美彩)                                                              |         |
| 6.  | „Saitō Yūri” (jap. 斉藤優里)                                                            |         |
| 7.  | „Takayama Kazumi” (jap. 高山一実)                                                       |         |
| 8.  | „Nakada Kana” (jap. 中田花奈)                                                           |         |
| 9.  | „Nishino Nanase” (jap. 西野七瀬)                                                        |         |
| 10. | „Hatanaka Seira” (jap. 畠中清羅)                                                        |         |
| 11. | „Fukagawa Mai” (jap. 深川麻衣)                                                          | 4:08    |
| 12. | „Hori Miona” (jap. 堀未央奈)                                                            | 5:01    |
| 13. | „Yamato Rina” (jap. 大和里菜)                                                           |         |
| 14. | „Kenkyūsei part 3” (jap. 研究生 part 3)                                                 |         |

### Edycja regularna
| CD | CD                                                                                         | CD                  | CD                   | CD      |
| Nr | Tytuł utworu                                                                               | Kompozycja          | Aranżacja            | Długość |
| -- | ------------------------------------------------------------------------------------------ | ------------------- | -------------------- | ------- |
| 1. | „Nandome no aozora ka?” (jap. 何度目の青空か?)                                             | Masahiro Kawaura    | Hajime Hyakkoku      | 4:49    |
| 2. | „Tōmawari no aijō” (jap. 遠回りの愛情)                                                     | Akiko Noda          | Yūichi "Masa" Nonaka | 4:16    |
| 3. | „Tender days”                                                                              | SoichiroK, Nozomu.S | Soulife              | 4:42    |
| 4. | „Nandome no aozora ka?” (jap. 何度目の青空か?) (off vocal ver.)                            | Masahiro Kawaura    | Hajime Hyakkoku      | 4:49    |
| 5. | „Tōmawari no aijō” (jap. 遠回りの愛情) (off vocal ver.)                                    | Akiko Noda          | Yūichi "Masa" Nonaka | 4:16    |
| 6. | „Ano hi boku wa tossa ni uso o tsuita” (jap. あの日 僕は咄嗟に嘘をついた) (off vocal ver.) | Tomoya Miwa         | Seiichi Kyōda        | 4:13    |

## Skład zespołu
| „Nandome no aozora ka?” |
| --- |
| - Nogizaka46 1. gen.: Manatsu Akimoto, Erika Ikuta (środek), Misa Etō, Chiharu Saitō, Reika Sakurai, Mai Shiraishi, Kazumi Takayama, Nanase Nishino, Nanami Hashimoto, Mai Fukagawa, Minami Hoshino, Sayuri Matsumura, Yumi Wakatsuki - Nogizaka46 1. gen. / AKB48 Team B: Rina Ikoma - Nogizaka46 2. gen.: Miona Hori - SKE48 Team E / Nogizaka46: Rena Matsui |

| „Tōmawari no aijō” |
| --- |
| - Nogizaka46 1. gen.: Sayuri Inoue, Reika Sakurai (środek), Kana Nakada, Seira Nagashima (środek), Nanase Nishino, Ami Nōjo, Rina Yamato, Yumi Wakatsuki |

| „Korogatta kane o narase!” |
| --- |
| - Nogizaka46 1. gen.: Manatsu Akimoto, Erika Ikuta (środek), Misa Etō, Chiharu Saitō, Reika Sakurai, Mai Shiraishi, Kazumi Takayama, Nanase Nishino, Nanami Hashimoto, Mai Fukagawa, Minami Hoshino, Sayuri Matsumura, Yumi Wakatsuki - Nogizaka46 1. gen. / AKB48 Team B: Rina Ikoma - Nogizaka46 2. gen.: Miona Hori - SKE48 Team E / Nogizaka46: Rena Matsui |

| „Watashi, okiru.” |
| --- |
| - Nogizaka46 1. gen.: Erika Ikuta (środek), Hina Kawago, Asuka Saitō, Chiharu Saitō, Himeka Nakamoto, Hina Higuchi, Minami Hoshino, Maaya Wada - Nogizaka46 2. gen.: Hinako Kitano, Miona Hori |

| „Ano hi boku wa tossa ni uso o tsuita” |
| --- |
| - Nogizaka46 1. gen.: Marika Itō, Sayuri Inoue (środek), Hina Kawago, Asuka Saitō, Yūri Saitō, Kana Nakada, Himeka Nakamoto, Ami Nōjo, Seira Hatanaka, Hina Higuchi, Rina Yamato, Maaya Wada - Nogizaka46 2. gen.: Karin Itō, Hinako Kitano, Mai Shinuchi, Iori Sagara |

| „Tender days” |
| --- |
| - Nogizaka46 1. gen.: Manatsu Akimoto, Erika Ikuta, Reika Sakurai, Mai Shiraishi, Nanase Nishino, Nanami Hashimoto, Mai Fukagawa, Sayuri Matsumura - Nogizaka46 1. gen / AKB48 Team B: Rina Ikoma |

## Notowania
| Lista                             | Pozycja |
| --------------------------------- | ------- |
| Oricon Weekly Singles Chart       | 1       |
| Oricon Yearly Singles Chart       | 8       |
| Billboard Japan Hot 100           | 1       |
| Billboard Japan Hot Singles Sales | 1       |